# Prvenstvo Anglije 1948
Prvenstvo Anglije 1948 v tenisu.

## Moški posamično
Bob Falkenburg :  John Bromwich, 7-5, 0-6, 6-2, 3-6, 7-5

## Ženske posamično
Louise Brough :  Doris Hart, 6-3, 8-6

## Moške dvojice
John Bromwich /  Frank Sedgman :  Tom Brown /  Gardnar Mulloy, 5–7, 7–5, 7–5, 9–7

## Ženske dvojice
Louise Brough /  Margaret Osborne duPont :  Doris Hart /  Patricia Todd, 6–3, 3–6, 6–3

## Mešane dvojice
Louise Brough  /  John Bromwich :  Doris Hart /  Frank Sedgman, 6–2, 3–6, 6–3